# آدریان سارکیسیان
کارلوس آدریان سارکیسیان باله‌ریو (اسپانیایی: Carlos Adrián Sarkissian Balerio‎؛ زادهٔ ۱۳ فوریهٔ ۱۹۷۹ در مونته‌ویدئو) یک بازیکن فوتبال بازنشسته ارمنی‌تبار اهل اروگوئه است.

## باشگاهی
از باشگاه‌هایی که در آن بازی کرده‌است می‌توان به باشگاه فوتبال نانسی و الاهلی عربستان سعودی اشاره کرد.